# Trung học cơ sở (Việt Nam)
Trung học cơ sở (THCS hay cấp 2) là một bậc học trong hệ thống giáo dục ở Việt Nam, sau Tiểu học (cấp 1) và trước Trung học phổ thông (cấp 3). Trung học cơ sở kéo dài 4 năm (từ lớp 6 đến lớp 9). Độ tuổi học sinh ở trường trung học cơ sở là từ 11 tuổi đến 15 tuổi. Sau khi học hết bậc Trung học cơ sở, học sinh sẽ được xét công nhận tốt nghiệp Trung học cơ sở. 
Trường Trung học cơ sở được bố trí tại từng xã, phường, thị trấn. Tuy nhiên, trong thực tế, vẫn có một số xã không có trường Trung học cơ sở. Đó thường là các xã ở vùng sâu, vùng xa hoặc hải đảo. Theo quy định trong Luật Ngân sách Nhà nước, đầu tư xây dựng trường Trung học cơ sở cũng như trường Tiểu học thuộc trách nhiệm của chính quyền cấp quận, huyện.
Ngày 15 tháng 9 năm 2020, Bộ Giáo dục và Đào tạo đã ban hành Thông tư 32/2020/TT-BGDĐT về Điều lệ trường trung học cơ sở, trường trung học phổ thông và trường phổ thông có nhiều cấp học chính thức có hiệu lực từ 01/11/2020. Trường trung học cơ sở và trường phổ thông có nhiều cấp học có cấp học cao nhất là trung học cơ sở do Chủ tịch Ủy ban nhân dân cấp huyện quyết định thành lập, Ủy ban nhân dân cấp huyện quản lý.

## Các môn học cấp THCS
- Ngữ văn
- Toán
- Ngoại ngữ 1 - Tiếng Anh
- Giáo dục công dân
- Giáo dục thể chất
- Hoạt động trải nghiệm, hướng nghiệp
- Nội dung giáo dục của địa phương
- Công nghệ
- Tin học
- Khoa học tự nhiên (Vật lí, Hoá học và Sinh học)
- Lịch sử và Địa lí
- Nghệ Thuật (Âm nhạc và Mỹ thuật)